# Julius Quaglio
Julius Quaglio (* 23. Juli 1833 in München; † 3. Dezember 1899 in Meran) war ein deutscher Chemiker und Techniker.

## Leben
Julius Quaglio entstammte der Künstlerfamilie der Quaglios, sein Vater war der Theatermaler Simon Quaglio (1795–1878), war aber im Unterschied zu den anderen Mitgliedern der Familie nicht künstlerisch tätig. Er studierte an der Technischen Hochschule München und arbeitete danach bei der Firma Cramer-Klett in Nürnberg, einem der führenden Unternehmen in Eisengießerei und Maschinenbau und mit der Augsburger Maschinenfabrik eine Vorgängerfirma der MAN.
Ein Schwerpunkt seiner Arbeiten waren die Einführung von Wassergas als Brennstoff und die Errichtung von Gasfabriken in Österreich, Ungarn und Schweden sowie die Koksgewinnung in deutschen, österreichischen und belgischen Bergwerken. Daneben beschäftigte er sich mit Überlegungen zur Atomistik und insbesondere auch mit anschaulichen Darstellungen des Periodensystems, die teilweise auf Abhandlungen von Max Josef Pettenkofer, der sich mit den regelmäßigen Abständen von Äquivalentgewichten beschäftigte, und insbesondere Heinrich Adolph Baumhauer basierten. Hieraus resultierte Julius Quaglios Spiralsystem, bei dem Haupt- und Nebengruppen jeweils einen Kreissektor bildeten. Dieses System konnte sich aber gegenüber der heute üblichen Darstellung, die auf Entdeckungen von Dmitri Iwanowitsch Mendelejew und Lothar Meyer beruht, nicht durchsetzen.